# La Rochefoucauld (Charente)
La Rochefoucauld er en kommune i departementet Charente i regionen Poitou-Charentes i det sydvestlige Frankrig. I 2007 havde kommunen 3.089 indbyggere. 
La Rochefoucauld er hovedby i kantonen La Rochefoucauld, der består af 16 kommuner, som tilsammen havde 18.467 indbyggere i 2007.  
Borgen de La Rochefoucauld er stamsæde for den vidtforgrenede hertugslægt de La Rochefoucauld.  
45°44′26″N 0°23′10″Ø / 45.7406°N 0.3861°Ø